# It Runs in the Family
It Runs in the Family (br: Acontece nas Melhores Famílias / pt: Corre no Sangue) é um filme americano de drama/comédia lançado em 2003, dirigido por Fred Schepisi. O filme traz três gerações da família Douglas: Kirk, seu filho Michael e seu neto Cameron.

## Sinopse
A história envolve três gerações de uma bem sucedida família de Nova Iorque, cada um tem de lidar com um problema diferente, sendo destacada as dificuldades da relação de pai e filho. Gromberg Mitchell tenta lidar com problemas de saúde resultantes de um acidente vascular cerebral. Seu filho, Alex, trabalha como advogado na empresa que seu pai fundou, mas é questionado sobre a utilidade do seu trabalho e o seu lugar na família.
O filho de Alex, Asher é um adolescente rebelde, não leva os estudos a sério e tenta preencher sua vida com sexo, drogas e rock'n'roll. O filho mais novo Eli, embora extremamente inteligente, enfrenta problemas com outros pré-adolescentes da sua idade, sendo socialmente desajeitado.
Asher é descoberto com drogas ilícitas e começa a perceber que está no caminho errado. Mas grandes rupturas, embora devastadoras, trazem uma família unida, em uma manifestação de apoio familiar, respeito e amor.

## Elenco
- Michael Douglas .... Alex Gromberg
- Kirk Douglas .... Mitchell Gromberg
- Rory Culkin .... Eli Gromberg
- Cameron Douglas .... Asher Gromberg
- Diana Dill .... Evelyn Gromberg
- Michelle Monaghan .... Peg Maloney
- Geoffrey Arend .... Malik
- Sarita Choudhury .... Suzie
- Irene Gorovaia .... Abby Staley
- Annie Golden .... Deb
- Mark Hammer .... Stephen Gromberg
- Audra McDonald .... Sarah Langley
- Josh Pais .... Barney
- Bernadette Peters .... Rebecca Gromberg